# It! The Terror from Beyond Space
It! The Terror from Beyond Space —conocida en México, Venezuela y Argentina como La amenaza de otro mundo y en España como El terror del más allá — es una película de ciencia ficción y terror estadounidense estrenada en 1958 y protagonizada por Marshall Thompson y Shirley Patterson.
La película, de serie B, fue una de los precursoras del célebre film de 1979 Alien, el octavo pasajero.

## Argumento
La película comienza con una nave especial propulsada por energía nuclear posada en una superficie llena de cráteres de un planeta extraterrestre. Una voz en off cuenta que transcurre el año 1973, que se trata de Marte y que la nave espacial ha sido enviada para rescatar a la tripulación de una fallida expedición previa al planeta rojo. Encuentran un único superviviente, el coronel Edward Carruthers. Se sospecha que este ha asesinado a los otros nueve miembros de su tripulación para conseguir su comida y sus provisiones de agua. Carruthers niega esta acusación y aboga por su inocencia, culpando de las muertes de sus colegas a una forma de vida desconocida y hostil que se encuentra en Marte. Su versión de los hechos es que, atrapado en la superficie durante una cegadora tormenta de arena marciana, uno de los miembros de su tripulación fue súbitamente arrancado del vehículo de exploración por algo que no pudo verse claramente. El comandante del grupo de rescate no queda convencido por las explicaciones de Carruthers, ordenando que este sea arrestado para un ulterior retorno a la Tierra. Sin que lo sepa el resto de la tripulación, y antes de despegar de Marte, otro miembro del grupo de rescate se deja un conducto de ventilación abierto durante un prolongado período de tiempo. Con Marte ya dejado atrás, la tripulación se acomoda a la rutina de los viajes espaciales para el retorno a casa, con un duración de cuatro meses.
Sin embargo empiezan a complicarse las cosasː uno por uno, la tripulación es atacada por una presencia misteriosa, que les arrastra —todavía vivos— a los conductos de ventilación de la nave. A medida que el viaje de vuelta avanza, la tripulación, que en un primer momento era escéptica de que pudieran haber traído algo desde Marte, empieza a sospechar de algo terrible, a medida que el número de bajas empieza a subir, encontrando en primer lugar el cadáver consumido de uno de sus colegas así como a otro compañero al borde de la muerte. De ambos había sido extraída el agua del cuerpo, incluida la médula ósea, dejando el cuerpo prácticamente seco. Al ser Marte un mundo prácticamente sin agua la tripulación sospecha que el polizón que llevan a bordo se trata de la misma criatura que cazó y acabó con la vida de los compañeros de Carruthers. Tras este descubrimiento la tripulación se arma para defenderse de la criatura. Consiguen atraer a la cosa en la sala de reactores de la nave, logrando encerrar a la criatura dentro y que esta sea expuesta a la radiación nuclear proveniente de los motores de la nave. Muy agitada, la criatura golpea la puerta de la sala y logra escapar. A medida que el número de tripulantes disminuye los supervivientes se van retirando cubiertas hacia arriba, con la criatura persiguiéndolos. Finalmente, la tripulación queda atrapada en la cubierta superior, la sala de control principal de la nave. La tripulación usa tanto pistolas como granadas de mano para detener a la criatura, pero esta se demuestra imparable y comienza a avanzar por la cubierta. Después de darse cuenta de que el nivel de consumo de oxígeno de la nave es muy superior al normal, probablemente debido a la gran capacidad pulmonar de la criatura, Carruthers piensa que abrir una escotilla y exponer a la nave al vacío del espacio —mientras la tripulación está a salvo en sus trajes espaciales— puede ser una buena idea para ahogar a la criatura. Finalmente, su plan funciona y tras gruñidos y quejidos por parte de la criatura esta finalmente fenece. De vuelta a la Tierra rápidamente se organiza una rueda de prensa para desvelar los detalles de lo que ha ocurrido en la misión de rescate. El director del proyecto anuncia que abandona la exploración de Marte por la peligrosidad de este.

## Reparto
| - Marshall Thompson como el coronel Edward Carruthers. - Shirley Patterson como Ann Anderson (como Shawn Smith). - Kim Spalding como Van Heusen. - Ann Doran como Mary Royce. - Dabbs Greer como Eric Royce. - Paul Langton como Calder. | - Robert Bice como Purdue. - Richard Benedict como Bob Finelli. - Richard Hervey como Gino. - Thom Carney como Kienholz. - Ray Corrigan como La amenaza. - Bert Stevens como el reportero. |